# 苏赫巴托省
苏赫巴托省（羅馬化：Sükhbaatar aimag）位於蒙古國東部，面積82,287平方公里，人口54,363。首府西乌尔特市。
省名來自蒙古人民共和國建國領袖苏赫-巴托尔。

## 行政区划
苏赫巴托省下辖13个苏木：
| 苏赫巴托省的苏木行政中心地图 |
| ---------------------------- |
| \| \| 50km · 30miles 乌拉巴彦苏木 图布欣希雷苏木 图门朝格特苏木 苏赫巴托尔苏木 翁贡苏木 纳兰苏木 蒙赫汗苏木 哈勒赞苏木 额尔德尼查干苏木 达里干嘎苏木 巴彦德勒格尔苏木 阿斯嘎特苏木 西乌尔特市 (西乌尔特苏木) '"`UNIQ--templatestyles-00000024-QINU`"' 苏木在苏赫巴托省 Legend： · 1: 西乌尔特市 (西乌尔特苏木) 2: 阿斯嘎特苏木 3: 巴彦德勒格尔苏木 · 4: 达里干嘎苏木 5: 额尔德尼查干苏木 6: 哈勒赞苏木 7: 蒙赫汗苏木 · 8: 纳兰苏木 9: 翁贡苏木 10: 苏赫巴托尔苏木 11: 图门朝格特苏木 · 12: 图布欣希雷苏木 13: 乌拉巴彦苏木 ·                             |
|                              |

- 苏赫巴托省的苏木
- 西乌尔特市苏赫巴托广场的纪念碑